# Songs from the Road
Songs from the Road è un album discografico live del cantautore folk canadese Leonard Cohen, pubblicato nel 2010.

## Tracce
1. Lover, Lover, Lover – 7:42
2. Bird on the Wire – 6:07
3. Chelsea Hotel – 3:30
4. Heart with No Companion – 5:05
5. That Don't Make It Junk – 4:21
6. Waiting for the Miracle – 7:59
7. Avalanche – 4:16
8. Suzanne – 3:40
9. The Partisan – 5:17
10. Famous Blue Raincoat – 5:22
11. Hallelujah – 7:30
12. Closing Time – 6:05